# Цветик-семицветик (балет)
«Цветик-семицветик» — балет в трёх действиях, поставленный О. Г. Тарасовой на музыку композитора Е. П. Крылатова. В основу либретто, написанного В. П. Катаевым и О. Г. Тарасовой, легла одноимённая сказка Катаева. Премьерный показ спектакля в исполнении учащихся Московского хореографического училища состоялся 30 мая 1965 года на сцене Большого театра в Москве (художники В. Я. Левенталь и М. А. Соколова, дирижёр К. А. Кольчинская). Для Тарасовой «Цветик-семицветик» стал первой самостоятельной постановкой в роли балетмейстера, а для Е. П. Крылатова — выпускной дипломной работой в Московской государственной консерватории имени П. И. Чайковского.

## История создания
По словам О. Г. Тарасовой, поставить данный балет предложил ей художественный руководитель Московского хореографического училища Л. М. Лавровский. Тарасова стала не только постановщиком балета, но и выступила автором либретто. В апреле 2011 года Тарасова вспоминала: «В написании либретто „Цветика-семицветика“ мне предоставили полную свободу, и когда работа завершилась, мы с Лавровским отправились в Переделкино на встречу с автором сказки — известным писателем Валентином Катаевым. Внимательно выслушав нас, он размашистым почерком написал на титульном листе либретто: „Согласен, 50 %“. Сегодня мне это кажется забавным, а тогда я, признаюсь, немного оторопела. Но то, с какой лёгкостью и сколь привычно писатель „обговорил“ своё участие в постановке, убедило меня в абсолютной естественности всего происходящего». Постановочный процесс занял четыре месяца.

## Критика
Балет был благосклонно принят как зрителями, так и критиками. По мнению А. Дьяконова, в балете «неожиданно остро и выразительно „зазвучали“ такие „элементарные“ движения, как батманы, релеве, эшапе, простейшие формы прыжков», а персонажи сказки воплощены «с почти осязаемой пластической ясностью и рельефностью». Д. Орлов охарактеризовал хореографию балета «Цветик-семицветик» как «зрелище яркое, увлекательное, трогательное».
Отдельной похвалы рецензентов удостоилась исполнительница партии Жени. Как отметила В. В. Кригер, Елена Ключарева — «несомненно, очень одарённая ученица, сумела создать выразительный образ своенравной, но с добрым сердцем девочки, способной откликнуться на несчастье своего товарища».